# Aleurochiton pseudoplatani
Aleurochiton pseudoplatani es un hemíptero de la familia Aleyrodidae, con una subfamilia: Aleyrodinae. Fue descrita científicamente en 1936 por Visnya.